# Тетела
Тетела (батетела) — народ у Демократичній Республіці Конго. Основні поселення розташовані у середній течії річки Луалаба.
Традиційними заняттями народу є землеробство й рибальство.

## Відомі представники
- Патріс Лумумба — прем'єр-міністр Демократичної Республіки Конго (1960).